# Арефьев, Владимир Николаевич
Владимир Николаевич Арефьев — учёный в области оптики и спектроскопии атмосферы, доктор физико-математических наук, профессор, заслуженный деятель науки Российской Федерации (2001).
Родился 20.05.1936 г.
Окончил физический факультет Львовского государственного университета им. Ивана Франко (1959).
Работал в Обнинске в организации, которая сначала была филиалом Института прикладной геофизики, затем Институтом экспериментальной метеорологии, который позже вошёл в состав НПО «Тайфун», должности — от инженера до заведующего отделом прикладной оптики атмосферы и главного научного сотрудника.
Защитил кандидатскую (1976) и докторскую (1991) диссертации. В 1979 г. присвоено ученое звание старшего научного сотрудника, в 1994 г. — профессора по специальности геофизика.
Учёный в области распространения и поглощения лазерного излучения в атмосфере, исследования спектроскопическими методами оптических свойств атмосферы и её газового и аэрозольного состава.
По его инициативе, под его руководством и при активном личном участии в НПО «Тайфун» были проведены лабораторные и натурные исследования континуального и селективного поглощений монохроматического (лазерного) и немонохроматического излучения в «окне относительной прозрачности» атмосферы 8—13 мкм. На основе полученных результатов была предложена модель континуального поглощения водяного пара и селективного поглощения атмосферными газами в этом «окне прозрачности», применяемая в расчетах теплового баланса атмосферы и ослабления ею излучения в диапазоне 8—13 мкм.
Руководил разработкой аппаратуры для исследований микрофизических характеристик облаков и осадков, комплекса для лабораторных и натурных исследований распространения электромагнитного излучения в атмосфере, серии полевых спектрометрических комплексов и оригинальных методик спектроскопических измерений.
Заслуженный деятель науки Российской Федерации (2001). Награждён нагрудными знаками «Отличник Гидрометеослужбы» (1982), «Почётный работник гидрометеослужбы России» (1996), «Почётный работник охраны природы» (2009).

## Сочинения
- Молекулярное поглощение газов и ослабление инфракрасного лазерного излучения в атмосфере : диссертация … доктора физико-математических наук : 04.00.22 / Главная геофиз. обсерватория им. А. И. Воейкова. — Обнинск, 1990. — 349 с. : ил.
- Прикладная спектроскопия атмосферы : Современ. методы эксперим. исслед. / В. Н. Арефьев, В. П. Лопасов, М. М. Макогон и др.; [Науч. ред. Г. М. Креков]; АН СССР, Сиб. отд-ние, Ин-т оптики атмосферы. — Томск : ТФ СО АН СССР, 1988. — 262 с. : ил.; 20 см.